# Château de Gjirokastër
Le château de Gjirokastër ou citadelle de Gjirokastër (en albanais : Kalaja e Gjirokastrës) est une forteresse de la ville de Gjirokastër, en Albanie (historiquement connue aussi comme Argyrokastro, un nom qui s'applique aussi au château). L'édifice est compris dans le site inscrit Patrimoine Mondial de l'UNESCO de la vieille ville de Gjirokastër.

## Description
Le château domine la ville, dominant la route d'importance stratégique le long de la vallée de la rivière, à une hauteur de 336 mètres d'altitude. La citadelle existe sous diverses formes depuis le XIIe siècle. Une partie de la forteresse a été convertie en prison en 1932 et a abrité des prisonniers politiques sous le régime communiste. Le château est ouvert aux visiteurs. Il contient un musée militaire avec des armes anciennes, des souvenirs de la résistance communiste contre l'occupation nazie, ainsi qu'un avion de l'US Air Force capturé pendant la Guerre froide, pour commémorer la lutte du régime communiste contre les puissances occidentales.

Château de Gjirokastër
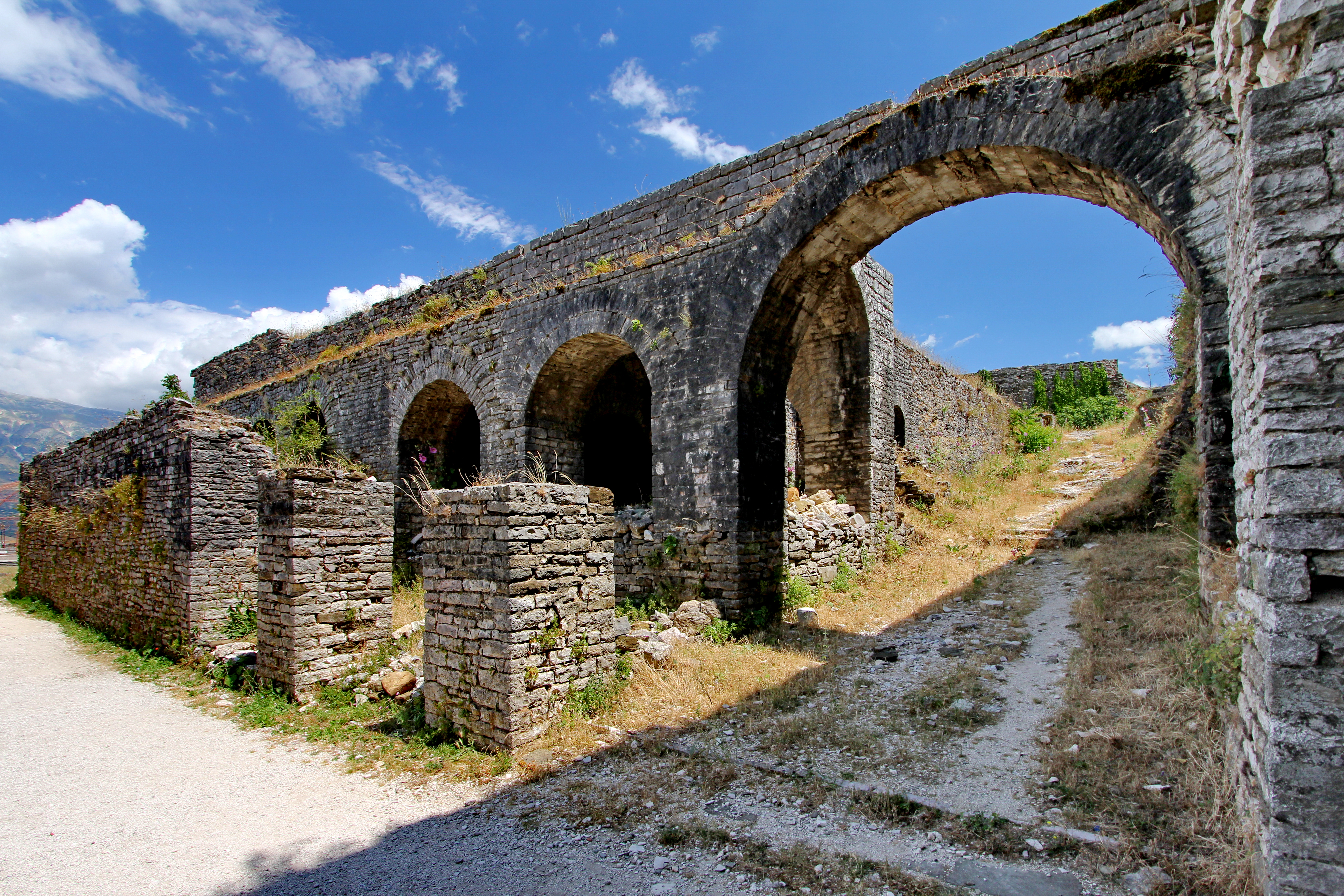
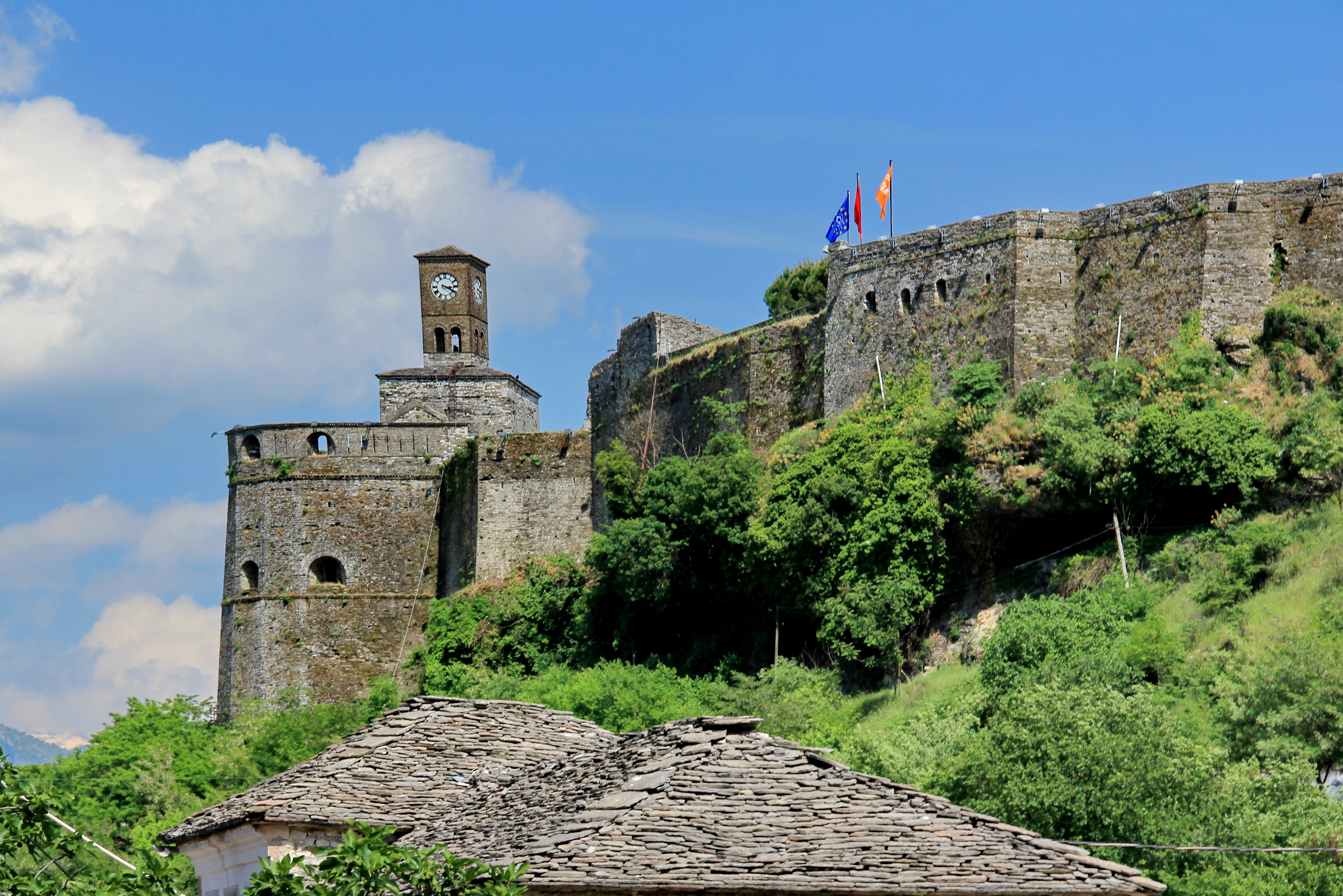
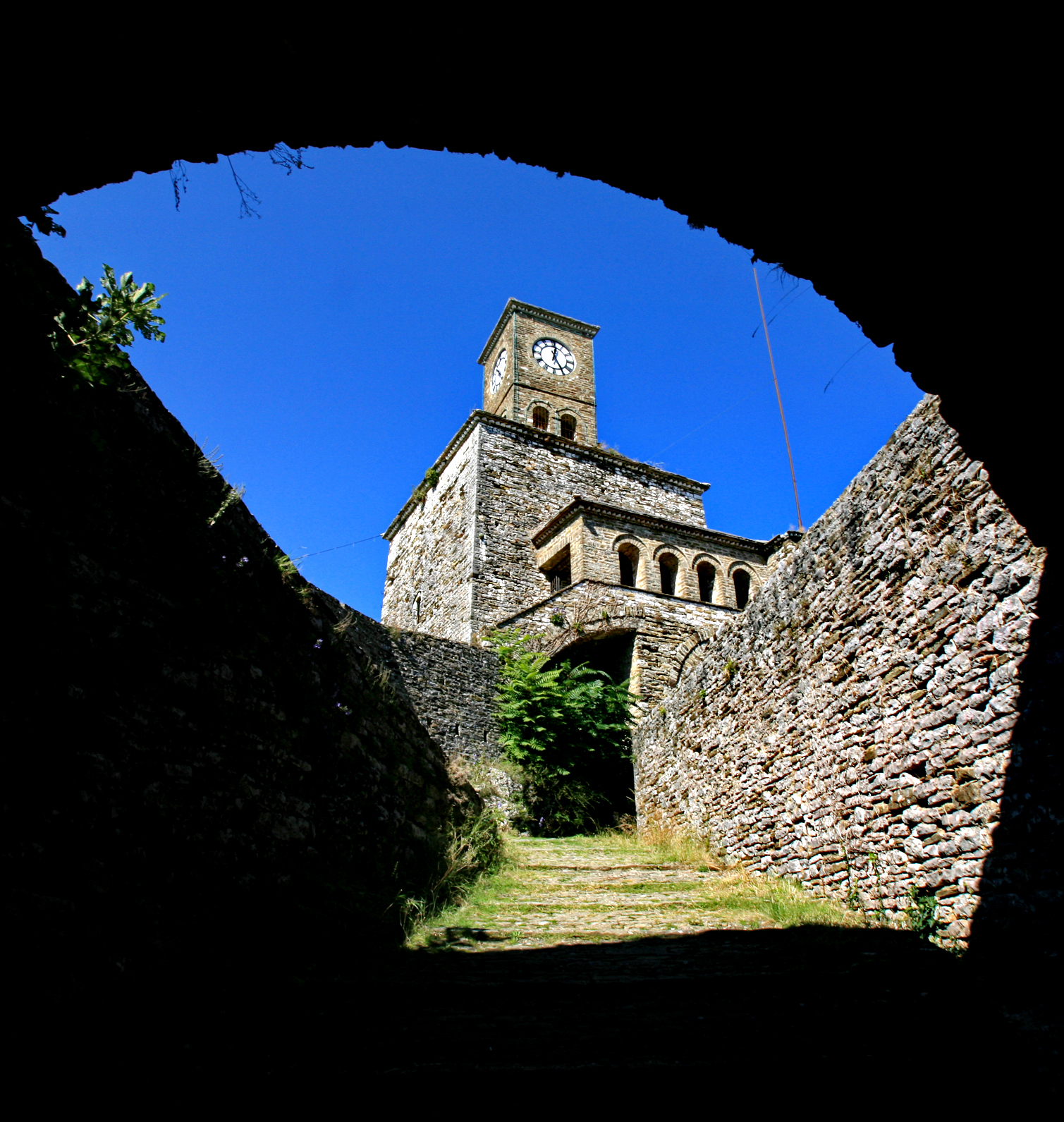

## Source de traduction
- (es) Cet article est partiellement ou en totalité issu de l’article de Wikipédia en espagnol intitulé « Castillo de Gjirokastra » (voir la liste des auteurs).